# 段級位制 (卓球)
日本卓球協会による段級位制（だんきゅういせい）は、10段から5級まで15段階が設けられている。
成績以外に卓球の普及、発展に功績のあるものについては名誉段位が与えられる。

## 認定基準

### 戦績段位の審査認定基準
| 段位 | 審査認定基準 |
| ---- | --- |
| 10段 | オリンピック競技大会個人戦優勝者 |
| 9段  | 世界選手権大会個人戦優勝者 |
| 8段  | アジア競技大会及びアジア選手権個人戦優勝者 |
| 7段  | 全日本選手権大会（一般）個人戦優勝者 |
| 6段  | (A)全日本選手権大会（一般 ･ジュニア ･団体 ･マスターズ） (B)全日本社会人選手権大会 (C)全日本実業団選手権大会 (D)国民体育大会 (E)全日本クラブ選手権大会（ 1部のみ） 上記 各大会優勝者および国際試合日本代表者 |
| 5段  | 上記 (A)､(B)､(C)､(D)各大会入賞者および国際試合日本代表者 |
| 4段  | 上記 (A)､(B)､(C)､(D)各大会該当年度5回勝った者又はこれに準ずる成績をあげた者 |
| 3段  | 上記 (A)､(B)､(C)､(D)各大会該当年度3～4回勝った者、ブロック大会優勝者 |
| 2段  | 上記 (A)､(B)､(C)､(D)各大会該当年度2回勝った者、都道府県大会優勝者 |
| 初段 | 上記 (A)､(B)､(C)､(D)各大会県代表又はこれに相応する戦歴を有する者 |

※なお団体戦に於ける勝利回数は、チームの勝利回数をカウントするものとする。
※7段以上については平成17年4月1日以降の実績に基づき贈呈段位とする

### 名誉段位の審査認定基準
| 段位 | 審査認定基準 |
| ---- | --- |
| 10段 | 本会会長、副会長および経験者で本会の運営発展に貢献のあったもの（60才以上）                                                                                     |
| 9段  | 本会会長、副会長および経験者で本会の運営発展に貢献のあったもの（55才以上）                                                                                     |
| 8段  | ① 本会役員として本会の運営発展に貢献のあったもの ② 本会加盟団体の会長、副会長および経験者で本会の運営発展に貢献のあったもの（50才以上）                        |
| 7段  | 都道府県会長、副会長および経験者で役員歴 15年以上で本会の運営発展に貢献のあったもの（45才以上）                                                                |
| 6段  | ① 役員歴（都道府県区郡市町村 (協会連盟)）（11年～14年） ② 都道府県会長、副会長                                                                                 |
| 5段  | ① 役員歴（都道府県区郡市町村 (協会連盟)）（9年～10年） ② 区郡市会長、副会長 ③ 国際試合監督、コーチ                                                             |
| 4段  | ① 役員歴（都道府県区郡市町村 (協会連盟)）（7年～8年） ② 加盟団体理事長、副理事長 ③ 町村会長、副会長                                                            |
| 3段  | ① 役員歴（都道府県区郡市町村 (協会連盟)）（5年～6年） ② 加盟団体区郡市町村グループ等の指導者として活躍 ③ 区郡市町村理事長、副理事長 ④ 公認レフェリー資格取得者 |
| 2段  | ① 役員歴（都道府県区郡市町村 (協会連盟)）（3年～4年） ② 加盟団体区郡市町村グループ等の指導者として活躍 ③ 上級公認審判員資格取得者 ④ 国際審判員資格取得者       |
| 初段 | ① 役員歴（都道府県区郡市町村 (協会連盟)）（1年～2年） ② 加盟団体区郡市町村グループ等の指導者として活躍 ③ 公認審判員資格取得者                                  |

### 級位の審査認定基準
| 級位 | 審査認定基準 |
| ---- | --- |
| 5級  | 打法を問わず20球続けることができる。相手は任意（ロボットマシンも可）とする。指導員がエラーした場合は試技をやり直す。指導員とでなく自分達同士の判定員の見ている前で行ったものも有効           |
| 4級  | 5回の試技にて40球（一往復を一球と数える）続けられること。選択する技はフォアハンドロング、バックハンドショート、つっつき、フォアハンドカット、バックハンドカットのいずれか2つを40球続けること |
| 3級  | 全日本選手権大会（ホープス・カブ・バンビ）予選会出場者 全国ホープス選抜大会予選会出場者 |
| 2級  | 全日本選手権大会（一般・ジュニア・団体）予選会出場者 全国レディースブロック大会出場者 全国中学校大会予選会出場者 全日本選手権大会（カデット）予選会出場者                                    |
| 1級  | 全日本医歯薬学生卓球大会出場者 全国ろうあ者卓球選手権大会出場者 国際クラス別肢体不自由者卓球選手権大会出場者 FIDジャパン・チャンピオンシップ卓球大会出場者 全国青年大会卓球競技出場者        |

## 主な段位取得者

### 10段
- 水谷隼（静岡県磐田市） （東京オリンピック混合ダブルス金メダル）
- 伊藤美誠（静岡県磐田市） （東京オリンピック混合ダブルス金メダル）
- 木村隆文（学校法人青森山田学園理事長）
- 飯田亮（東京）（1998年から2004年まで卓球協会会長[1][2]、セコム最高顧問）
- 後藤淳（愛知） （卓球協会副会長、愛知工業大学理事長）

### 9段
- 重村旦（千葉）（日本卓球協会名誉顧問、1991年世界選手権千葉大会に貢献）
- 森武（東京）日本卓球協会専務理事[3]、東京都卓球連盟会長、かつてピンポン外交に尽力した[4]。早稲田大学名誉教授
- 山口宇宙（神奈川）（2009年世界選手権横浜大会に貢献、日本卓球協会副会長、京浜女子大学監督、貞宗寺住職）[5][6]
- 江口冨士枝（大阪）
- 林忠明（特別）
- 山脇静（特別） (旧姓楢原)
- 澤田登美江（特別） (旧姓西村) 全日本選手権シングルス優勝
- 岡田とみ（特別） (旧姓大川)
- 栗本キミ代（特別） (旧姓松崎) 世界選手権シングルス優勝 、日本卓球協会副会長
- 村上輝夫（特別）
- 山下多慧子（特別） (旧姓難波) アジア競技大会シングルス優勝
- 伊藤和子（特別） (旧姓山泉)
- 木村興治（特別） アジア選手権シングルス優勝、ITTF副会長、日本卓球協会副会長
- 星野展弥（特別） 全日本選手権シングルス優勝
- 両沢正子（特別） (旧姓関) アジア選手権シングルス優勝
- 徳永尚子（特別） (旧姓深津)
- 森沢幸子（特別）
- 橋本佐枝子（特別） (旧姓広田)
- 山中教子（特別） 全日本選手権シングルス優勝
- 伊藤繁雄（特別）
- 竹内敏子（特別） (旧姓小和田)
- 杉本安子（特別） (旧姓今野)
- 浜田美穂（特別）
- 石井省子（特別） (旧姓高橋)
- 河野満（特別）
- 小野誠治（特別）
- 石川佳純（山口） 2017年世界選手権ミックスダブルス優勝
- 吉村真晴（茨城） 2017年世界選手権ミックスダブルス優勝

### 8段
- 佐藤博治（青森）
- 角田啓輔（茨城）中央大学白門卓球会会長
- 吉田安夫（埼玉）
- 道上進（東京）日本卓球協会専務理事、日本大学卓球部監督
- 兒玉圭司（東京）
- 平野美宇（東京）2017年アジア選手権女子シングルス優勝
- 張本智和（宮城）2024年アジア選手権男子シングルス優勝

### 7段
- 松平賢二（青森）
- 松平健太（青森）
- 丹羽孝希（青森） 全日本選手権シングルス優勝
- 森薗政崇（青森）
- 三部航平（青森）
- 加藤雄彦（宮城）仙台育英学園理事長
- 王輝（茨城） 全日本選手権シングルス優勝
- 渋谷五郎（東京）
- 小中健（東京） 全日本選手権シングルス優勝
- 倉嶋洋介（東京）
- 田勢邦史（東京）
- 福岡春菜（東京）
- 岸川聖也（東京）
- 福原愛（東京） 全日本選手権シングルス優勝
- 坂本竜介（東京）
- 前原正浩（東京）
- 張一博（東京）
- 森薗美咲（東京）
- 天野優（東京）
- 中島未早希（東京）
- 酒井明日翔（東京）
- 宇田幸矢（東京）
- 及川瑞基（東京）
- 大島祐哉（東京）
- 張本智和（東京） 全日本選手権シングルス優勝
- 加藤妃生子（神奈川） (旧姓渡辺) 全日本選手権シングルス優勝
- 吉田海偉（神奈川） 全日本選手権シングルス優勝
- 永尾尭子（静岡）
- 平田有貴（静岡）
- 𠮷田雅己（愛知）
- 木造勇人（愛知）
- 田勢美貴江（岐阜）
- 金沢咲希（大阪） 全日本選手権シングルス優勝
- 平野早矢香（大阪） 全日本選手権シングルス優勝
- 藤井寛子（大阪）
- 若宮三紗子（大阪）
- 田中良子（山口） 全日本選手権シングルス優勝
- 田添健汰（福岡）
- 前田美優（福岡）
- 早田ひな（福岡） 全日本選手権シングルス優勝

### 6段
- 大矢英俊（青森）
- 上田仁（青森）全日本社会人選手権シングルス優勝
- 横田幸子（栃木）
- 斎藤清（埼玉）
- 井上哲夫（千葉）
- 偉関晴光（東京）
- 羽佳純子（東京）
- 阿部勝幸（東京）
- 阿部博幸（東京）
- 木村行江（東京） (旧姓大関)
- 木方慎之介（東京）
- 田﨑俊雄（東京）
- 遊澤亮（東京）
- 韓陽（東京）
- 大森隆弘（東京）
- 森薗美月（東京）
- 平侑里香（東京）
- 松本優希（東京）
- 坂本憲一（神奈川）
- 渋谷浩（神奈川）
- 青池優美（神奈川）
- 河村茉依（静岡）
- 安藤正勝（京都）
- 鬼頭明（京都）
- 小林美幸（京都） (旧姓西飯)
- 西飯由香（京都）
- 松下浩二（大阪）
- 坂田愛（大阪）
- 小山ちれ（大阪）
- 岸真由（大阪） (旧姓川越)
- 梅村礼（大阪）
- 小西杏（大阪）
- 新井周（大阪）
- 藤沼亜衣（大阪）
- 樋浦令子（大阪）
- 佐藤利香（和歌山）
- 宮﨑義仁（和歌山）

### 5段
- 土屋品子（埼玉）
- 濱野加代子 （埼玉） (旧姓川東)
- 馬場美香（東京） (旧姓星野)
- 四元奈生美（東京）
- 浅葉克己（東京）
- 渡辺武弘（東京）
- 藤井基男（東京）
- 渡辺裕子（東京）
- 山崎知春（東京）
- 谷岡あゆか（東京）
- 塩野真人（東京）
- 阿部愛莉（東京）
- 村松雄斗（東京）
- 木原美悠（東京）
- 岩崎清信（神奈川）
- 今枝一郎（神奈川）
- 村守実（神奈川）
- 坪口道和（神奈川）
- 枝野とみ枝（長野）
- 西飯徳康（三重）
- 伊藤みどり（岐阜）
- 海津富美代（滋賀）
- 東童多英子（滋賀）
- 田阪登紀夫（京都）
- 高田佳枝（大阪）
- 藤井優子（大阪）
- 田代早紀（大阪）
- 森さくら（大阪）
- 石垣優香（大阪）
- 佐藤瞳（大阪）
- 橋本帆乃香（大阪）
- 浜本由惟（大阪）
- 松下大星（大阪）
- 美咲奈那（熊本）
- 三遊亭小遊三（特別）
- 林家こん平（特別）

### 4段
- 西村卓二（東京）
- 三村優果（東京）
- 滝澤拓真(長野)
- 加藤美優（東京）
- 陳龍燦（神奈川）
- 田口知佳（兵庫）
- 孫博（静岡）
- 王越古（岐阜）
- 仲村錦治郎（大阪）
- 坂田倫子（熊本）

### 3段
- 笹尾明日香（神奈川）
- 小西朋輝（兵庫）

### 2段
- 石橋貴明（特別）
- 木梨憲武（特別）
- 山田隆夫（特別）

### 初段
- 村上恭和（兵庫）
- 坂崎幸之助（特別）
- 高見沢俊彦（特別）
- 桜井賢（特別）
- 大橋未歩（特別）
- 佐々木左之介（佐々木卓也）（神奈川）